# 1531
Évszázadok: 15. század – 16. század – 17. század
Évtizedek: 1480-as évek – 1490-es évek – 1500-as évek – 1510-es évek – 1520-as évek – 1530-as évek – 1540-es évek – 1550-es évek – 1560-as évek – 1570-es évek – 1580-as évek
Évek: 1526 – 1527 – 1528 – 1529 –  1530 – 1531 – 1532 – 1533 – 1534 – 1535 – 1536

## Események

### Határozott dátumú események
- január 3. – Mária királyné átveszi Németalföld kormányzói méltóságát.[1]
- január 21. – I. Ferdinánd és Szapolyai János képviselői három hónapra szóló fegyverszünetet kötnek Visegrádon. Ez volt az ország három részre szakadásának első közjogi elismerése.
- február 27. – A protestáns választófejedelmek a schmalkaldeni védelmi szövetségben egyesülnek.[2]
- augusztus 22. – Az obertini csata. (A lengyelek vereséget mérnek Moldvára Halicsban.)[3]
- november 4. – A berzencei egyezség, amelyben több magyar főúr megfogadja, hogy minden eszközzel megvédelmezik egymást.[4]

### Határozatlan dátumú események
- az év folyamán –
  - Megalapítják a Pápai Református Kollégiumot.
  - Perényi Péter református főiskolát alapít Patakon.[5]

## Születések
- június 24. – Zsámboky János történetíró († 1584)

## Halálozások
- január 22. – Andrea del Sarto firenzei festő (* 1486)